# Krasimira Gjurova
Krasimira Gjurova (nacida el 29 de enero de 1954 en Sofía y fallecida el 30 de marzo de 2011 en la misma ciudad) fue una jugadora de baloncesto búlgara. Consiguió una medalla en competiciones oficiales con Bulgaria.